# Arisaema hunanense
Arisaema hunanense là một loài thực vật có hoa trong họ Ráy (Araceae). Loài này được Hand.-Mazz. mô tả khoa học đầu tiên năm 1936.